# 北村豐晴
北村豐晴（日语：／ Kitamura Toyoharu，1974年5月18日—），日本滋賀縣甲賀市出身，在台灣活躍的導演、演員，也是餐飲店經營者。

## 簡歷
國立台灣藝術大學電影學系畢業、國立臺北藝術大學電影創作研究所碩士班肄業。
他的父母曾經是廚師，2010年成功把他們接到台灣定居後，把自家改裝為日本式居酒屋「北村家料理屋」。

## 爭議

### 被控性騷擾
受到2023年臺灣＃MeToo運動持續影響下，2023年7月18日導演蔡崇隆（同時是國立中正大學傳播系教授）在Facebook發文，提及學生依依指控導演北村豐晴和攝影師周宜賢利用職場權勢對她進行騷擾和性侵。

## 作品年表

### 導演電影作品
- 2000年：《歐巴桑》
- 2001年：《福爾摩沙》
- 2010年：《愛你一萬年》[4]
- 2013年：《阿嬤的夢中情人》

### 導演電視劇作品
- 2013年：《流氓蛋糕店》
- 2015年：《台北愛情捷運-奉子不成婚》
- 2016年：《植劇場－戀愛沙塵暴》
- 2017年：《逃婚一百次》
- 2018年：《我是顧家男》
- 2020年：《戒指流浪記》
- 2022年：《茁劇場－綠島金魂》

### 演出電影作品
- 2002年：《給我一隻貓》、《月光遊俠》
- 2003年：《2003年  寧靜的夏天》
- 2005年：《巧克力重擊》、《經過》、《春雪》
- 2006年：《幻遊傳》
- 2008年：《海角七號》 － 中孝介的經紀人
- 2008年：《宇宙歌女》（短片） － 里長兒子
- 2008年：《渺渺》
- 2010年：《一個夜晚》 － 三崎隆父親
- 2011年：《皮克青春》 － 北村樂器行老闆
- 2012年：《殺手歐陽盆栽》
- 2012年：《女孩壞壞》 － 胖導
- 2012年：《西門町》 － 阿尼基
- 2012年：《甜·祕密》－北村
- 2013年：《變身》 － 翻譯
- 2013年：《馬徳二號》
- 2013年：《阿嬤的夢中情人》 － 黑輪
- 2014年：《好久沒有敬我了你》
- 2015年：《沙西米》 － 日本老大
- 2016年：《樓下的房客》－胖老闆
- 2019年：《重甲機神：神降臨》 － 朝永航一郎（日文台詞替聲配音）
- 2024年：《青春18×2 通往有你的旅程》 － 島田

### 演出電視劇作品
- 2002年：《心動列車》
- 2003年：《寒夜續曲》
- 2004年：《愛情合約》－服部幹久
- 2004年：《香草戀人館》、《家有菲菲》
- 2005年：《惡作劇之吻》－動漫社社長:張青宇
- 2005年：《再看我一眼》
- 2006年：《白色巨塔》
- 2006年：《我們結婚吧》－Poki
- 2007年：《惡作劇2吻》－動漫社社長:張青宇
- 2007年：《泥巴色的純白 LS TIME電影台》
- 2008年：《幸福的抉擇》－裘健康
- 2012年：《你是春風我是雨》－酒客
- 2012年：《S.O.P女王》－小馬
- 2012年：《小站》－日本廚師
- 2012年：《數到第365天》
- 2014年：《流氓蛋糕店》－河合幹人
- 2014年：《真愛配方》- 村上直人
- 2014年：《你照亮我星球》－北村醫生
- 2014年：《終極X宿舍》－導演
- 2016年：《植劇場－戀愛沙塵暴》－麵攤老闆
- 2016年：《當你微笑時》－杜傳同事
- 2017年：《酸甜之味》－畫室老闆
- 2018年：《前男友不是人》－客人
- 2018年：《憤怒的菩薩》－緒方大佐
- 2018年：《20之後》－猛男
- 2019年：《盲人阿清》－熊谷俊之
- 2019年：《極道千金》－電視劇導演
- 2020年：《戒指流浪記》－101攝影師
- 2021年：《華燈初上》－酒客
- 2022年：《茁劇場－綠島金魂》－日本軍官三得利桑
- 2023年：《婚姻結業式2》－日商經理
- 2023年：《此時此刻》－甜甜圈老闆
- 2024年：《幸福房屋事件簿》－蔡醫師

### 演出廣告作品
- Yahoo奇摩網路行銷【熱吻篇】
- Yahoo奇摩網路行銷【尿尿篇】
- Yahoo奇摩網路行銷【老婆婆篇】
- Yahoo奇摩網路行銷【灑錢篇】
- Yahoo奇摩網路行銷【理髮篇】
- Yahoo奇摩網路行銷【戶外看板篇】
- 双茶花汽水【暴走族篇】
- 家樂福x KUMAMON 日本一番熊本大賞!

### 書籍作品
- 《騎摩托車戴安全帽那一年：1997我成為最台日本人》

## 外部連結
- 北村豐晴的Facebook專頁
- 北村豐晴在互联网电影资料库（IMDb）上的資料（英文）（英文）
- 在AllMovie上北村豐晴的頁面（英文）
- 北村豐晴在香港影庫上的簡介
- 北村豐晴在豆瓣上的资料（简体中文）
- 北村豐晴在时光网上的簡介（简体中文）